# 馬斯里·薩馬尼
馬斯里·薩馬尼（波斯語：‎，約1986年—2009年12月17日）是一個伊朗的少年死刑犯，這名住在伊朗的庫德人在2009年12月17日因為「和女友有非法關係」而被處決，案發時馬斯里年僅17歲。
根據國際特赦組織的情報顯示，馬斯里是因為「綁架一名較他年長的女性數年之久」而被定罪，他和她發生合意一致的關係，但法庭認為他強暴了她。國際特赦組織並且指出，馬斯里可能根本沒有代表在法庭上為他辯護。
馬斯里案引起國際輿論抗議，主要是因為案發時他還沒成年，是一個少年犯。根據伊朗政府所簽訂的《公民權利和政治權利國際公約》和《兒童權利公約》，處死犯罪時為未成年的罪犯是非法行為，但伊朗最終仍不顧兩項公約的規定處決了馬斯里。